# Réserve indienne de Fort Hall
La réserve indienne de Fort Hall est une réserve indienne américaine des tribus Bannocks et Shoshones située en Idaho. Établie le 14 juin 1867 par ordre exécutif du président Andrew Johnson, elle s'étend sur les comtés de Bannock, Bingham, Caribou et Power.